# Derobrachus asperatus
Derobrachus asperatus es una especie de escarabajo longicornio del género Derobrachus, tribu Prionini, subfamilia Prioninae. Fue descrita científicamente por Bates en 1878.

## Descripción
Mide 32-64 milímetros de longitud.

## Distribución
Se distribuye por Costa Rica, Nicaragua, Panamá y Perú.